# Kensho
Kensho (Japans) is het zien van de eigen ware aard en het bereiken van verlichting, een essentiële stap op het pad naar het Boeddhaschap in het Zen-boeddhisme.

## Betekenis
Kensho is een term uit het Japanse Zen-boeddhisme. Ken, zien, sho, natuur, wezen, betekent het zien van de eigen ware aard. De vaak als synoniem gebruikte term satori, begrijpen, verwijst naar de ervaring van kensho.
Het Zen-boeddhisme bouwt voort op enerzijds de tathagata-garba gedachte, anderzijds op de Madhyamaka-leer van de leegte, waarin de begrippen ware aard en leegte een centrale rol spelen. Een belangrijke inspiratiebron hierbij is de Lankavatara-soetra.

## Het bereiken van kensho
Inzicht in de eigen ware aard is een onderdeel van de training om een levende Boeddha te worden. Traditioneel is hiervoor toetreding tot een klooster noodzakelijk, waar intensief gemediteerd en gestudeerd kan worden.
Deze studie houdt het bestuderen en reciteren van soetra's in, het beoefenen van meditatie en het bestuderen van koans.
Zen benadrukt plotselinge verlichting: als de ware aard eenmaal gezien wordt, is de essentie onthuld. Hierin zijn geen gradaties. Deze leerstelling is zeer aansprekend, maar is voortgekomen uit een machtsstrijd in het Chinese Ch'an-boeddhisme van de achtste eeuw. In de praktijk moeten ook Zen-monniken hard oefenen. De Koreaanse Son-meester Chinu benadrukt dat het inzicht in de leegte wel plotseling is, maar dat er daarna nog veel oefening nodig is om de boeddhistische leer consequent toe te kunnen passen.

## Horror vacui
In tegenstelling tot het populaire beeld van kensho of verlichting als instant-bevrijding van alle onvolmaaktheden van het leven, kan inzicht in de leegte van de eigen ware aard zeer beangstigend zijn:
"Vrijheid in Zen ontwikkelt zich door een dieperwordende realisatie van de eigen leegte of grondeloosheid".

Zentraining is ook het loslaten van zekerheden:
"Overgave aan dit proces van loslaten wordt weergegeven in Zen-teksten als een beangstigende ervaring"..
Het moment van bevrijding wordt beschreven als een "loslaten met beide handen", of zoals Nico Tydeman het beschrijft: "Fietsen met losse handen".
De Visuddhimagga beschrijft het boeddhistische pad in zeven opeenvolgende purificaties. In de zesde purificatie ontwikkelen zich een aantal inzichten. Het eerste hiervan is het waarnemen van het continue ontbinden van alles wat er is, hetgeen zeer beangstigend kan zijn.
Deze angst wordt, uit persoonlijke ervaring, beschreven door Henk Barendregt:

"Bewustzijn is er volgens Barendregt alleen als contrast. ‘Dat ‘‘witte vlak’’ is een metafoor voor de ruimte ten opzichte van waaruit het contrast gezien wordt.’ Het witte is niet beangstigend, maar troostend, is zijn ervaring. ‘Het is er altijd en geeft rust, terwijl de dingen op de voorgrond komen en gaan. Ik heb het wel eens een bodem genoemd, maar het is juist permanente bodemloosheid: inhoudsloos, het niets.’
In eerste instantie is dit witte vlak echter juist zeer beangstigend. Tijdens meditatie stuitte Barendregt op de oerangst voor deze leegte. ‘Dat is angst voor de dood: een angst die iedereen heeft. Door middel van inzichtmeditatie kunnen we deze verborgen plekken in het bewustzijn, waar we liever niet komen, niet alleen blootleggen, maar vervolgens ook overwinnen.’ Daarom is inzichtmeditatie een echt medicijn, benadrukt hij. De angst voor de dood raak je kwijt tijdens het mediteren, is zijn persoonlijke ervaring. Dat gebeurt doordat tijdens intensief mediteren ook het ‘ik’ vanwege het digitale karakter van het bewustzijn dissocieert. Het inzicht dat de ervaring van het ‘ik’ kan wegvallen, terwijl je daarna gewoon verder kunt leven, is louterend. ‘Het “ik” bestaat wel, maar het verandert constant: het bestaat uit een proces, is geen vast ding.’"
In de Lankavatara-soetra wordt de vraag gesteld waarom de Boeddha spreekt over de tathagatagarba, als alles in essentie leeg is. Het antwoord is dat de leegte beangstigend is en dat het beeld van de tathagatagarba mensen de moed geeft om deze leegte te betreden:
Mahamati: "Is not this Tathagata-garbha taught by the Blessed One the same as the ego-substance taught by the philosophers?"

The Blessed One replied: "No, Mahamati, [...] it is emptiness [...]; the reason why the Tathagatas [...] teach the doctrine pointing to the tathagata-garbha is to make the ignorant cast aside their fear when they listen to the teaching of egolessness and to have them realise the state of non-discrimination and imagelessness."

## Kritieken

### Kensho als unieke ervaring
In het Westen hebben de begrippen kensho en satori de betekenis gekregen van een unieke ervaring die de inherente eenheid van al bestaande blootlegt. Deze "eenheidservaring" is een relatief moderne opvatting, die met name populair is geworden door Daisetz T. Suzuki. In 1868 begon in Japan de zogeheten Meiji-restauratie, het openstellen van Japan voor de westerse wereld. Het boeddhisme werd hierbij gedwongen zich aan te passen aan de Japanse staatsmacht. Als reactie hierop ontstond er een beweging van moderne Zen-boeddhisten, die de nadruk legde op de universele aspecten van Zen. Kensho en  satori werden hierbij gezien als uitdrukking van een mystieke eenheid. Deze betekenis had het oorspronkelijk niet:
"In traditional Chinese Buddhist literature such terms are used to denote the full comprehension and appreciation of central Buddhist tenets such as sunyata, Buddha-nature, or dependent origination."
Onder invloed van het westerse denken legde Suzuki de nadruk op ervaring, een begrip dat in het pre-moderne Japan niet bestond:
"The irony of this situation is that the key Japanese terms for experience-keiken and taiken-are rarely attested in premodern Japanese texts. Their contemporary currency dates to the early Meiji period, when they were adopted to render Western terms for which there was no ready Japanese equivalent. Keiken, which I have been unable to locate in any premodern Chinese or Japanese source, became the common translation for the English "experience," and, while taiken is occasionally found in Sung Neo-Confucian writings meaning "to investigate firsthand", it's modern currency can be traced to its use as an equivalent for the German erleben and Erlebnis."
Deze westerse nadruk op ervaring bood in het westen de mogelijkheid om het verlichtingsdenken te combineren met een behoud van het besef van het sacrale. Een voorbeeld hiervan is de Duitse theoloog Schleiermacher, die stelde dat...
"...religion in its essence is not really about ceremonies, hierarchies, and supernatural wonders but rather an experience, an intuition of the infinite within the finite".
Suzuki droeg bij aan...
"...the image of the Zen master (not the far more common Zen "priest") as a freelance mystic unencumbered by institutional ties, superstitious beliefs, or slippery metaphysics. It is an image, however, that is largely modern, drawn from Suzuki, Hesse, and others who have infused Buddhism with the western image of the radical individualist who encounters the sacred outside of all conventions"
Dit propageren van een universele eenheidservaring ging bij Suzuki samen met nihonjinron, het geloof in de unieke positie van het Japanse volk en de Japanse cultuur in de wereldgeschiedenis. Suzuki was ervan overtuigd dat Zen de uitdrukking was van een unieke Japanse predispositie voor spiritualiteit. Deze uniciteit werd ook gebruikt als onderbouwing voor het Japanse nationalisme en als rechtvaardiging voor de imperialistische oorlogen die Japan in de eerste helft van de 20ste eeuw voerde.
De combinatie van kensho als unieke ervaring en het geloof in de Japanse uniciteit is niet voorbehouden aan Daisetz T. Suzuki; Yasutani, de oprichter van de Sanbo Kyodan, was extreemrechts in zijn politieke opvattingen en verdedigde de Japanse oorlogsinspanningen.

### Zelfverwerkelijking
Kensho kan vertaald worden als zelfverwerkelijking. In het westen heeft dit een andere betekenis dan in het Zen-boeddhisme. In het Zen-boeddhisme staat het voor inzicht in de Boeddha-natuur, de onpersoonlijke zelfloosheid of leegte van de eigen persoon en alles dat bestaat. In het westen staat het voor het realiseren van het ware zelf, een nucleus die de ware persoonlijkheid achter de aangepaste persoonlijkheid vormt. In het westerse denken lijken deze twee begrippen samengevoegd te worden.

## Verder lezen
- Kapleau, Philip (1980(1965), De drie pijlers van Zen. Deventer: Ankh-Hermes
- Mcrae, John (2003), Seeing through Zen. Encounter, Transformation, and Genealogy in Chinese Chan Buddhism. The University Press Group Ltd . ISBN 9780520237988
- McMahan, David L. (2008), The Making of Buddhist Modernism. Oxford University Press. ISBN 9780195183276